# Landratswahlen in Sachsen 2001
Landratswahlen in Sachsen 2001 fanden in 19 Landkreisen statt. Mit 15 gewählten Landräten ging die CDU als Wahlgewinner aus dem Wahljahr hervor. In nur drei Kreisen wurde ein zweiter Wahlgang nötig.

## Wahlsystem
Bei den Wahlen hatte jeder Wähler eine Stimme. Es galten die Prinzipien der Mehrheitswahl. Im ersten Wahlgang musste ein Kandidat die Mehrzahl der abgegebenen Stimmen, das heißt die absolute Mehrheit, auf sich vereinen, um gewählt zu werden. Erzielte kein Bewerber die absolute Mehrheit, wäre ein zweiter Wahlgang nötig geworden, bei dem die relative Mehrheit ausgereicht hätte.
Neuen, im ersten Wahlgang nicht angetretenen, Bewerbern wäre es möglich gewesen, im zweiten Wahlgang ebenfalls zu kandidieren.

## Ausgangslage
Traditionell ist die CDU besonders bei Kommunalwahlen stark. Die meisten Landräte in Sachsen stellte bisher die CDU.

## Wahlergebnisse
Insgesamt stellten sich 67 Sachsen, darunter 55 Männer und 12 Frauen, zur Wahl. 19 Kandidaten stellte die CDU, je 18 die SPD und die PDS, 4 Wählervereinigungen, 3 die DSU, 2 die FDP und je einen die Grünen und die NPD. Zudem kandidierte ein Einzelbewerber. In den jeweils zweiten Wahlgängen (offiziell als Neuwahlen bezeichnet) traten acht Sachsen, darunter sechs Männer und zwei Frauen, an. Davon waren zwei CDU-Mitglieder und zwei gehörten Wählervereinigungen an. Je ein Kandidat trat an für die SPD, die FDP und die DSU. Zudem trat erneut ein Einzelbewerber an. Insgesamt waren 1.939.229 bzw. 319.873 Sachsen zur Wahl aufgerufen. Ungültige Stimmen finden in den nachfolgenden Ergebnislisten keine Berücksichtigung. So nicht anders angegeben fanden die ersten Wahlgänge am 10. Juni statt. Alle zweiten Wahlgänge fanden am 24. Juni statt.

### Regierungsbezirk Chemnitz

#### Landkreis Annaberg
Landrat Wilfried Oettel wurde mit 47,9 % der Stimmen abgewählt. Neuer Landrat des Landkreises Annaberg wurde mit 52,1 % der Stimmen Jürgen Förster (Bürgerforum Annaberg). Es wurde eine Neuwahl nötig. Wahlberechtigt waren 72.047 bzw. 72.207 Bürger.
| Kandidat               | erster Wahlgang   | erster Wahlgang | Neuwahl           | Neuwahl          | Politische Unterstützung |
| Kandidat               | Stimmen (absolut) | Stimmen (%)     | Stimmen (absolut) | Stimmen (%)      | Politische Unterstützung |
| ---------------------- | ----------------- | --------------- | ----------------- | ---------------- | ------------------------ |
| Wilfried Oettel        | 17.550            | 46,5            | 12.900            | 47,9             | CDU                      |
| Jürgen Förster         | 13.070            | 34,6            | 14.042            | 52,1             | BFA                      |
| Michael Willnecker     | 7.114             | 18,9            | nicht angetreten  | nicht angetreten | SPD                      |
| Wähler/Wahlbeteiligung | 39.062            | 54,2            | 27.516            | 38,1             |                          |
| Gültige Stimmen        | 37.734            | 96,6            | 26.942            | 97,9             |                          |
| Ungültige Stimmen      | 1.328             | 3,4             | 574               | 2,1              |                          |

#### Landkreis Aue-Schwarzenberg

Stimmenmehrheit nach Gemeinden im Landkreis Aue-Schwarzenberg
Matko 50–60 %
Matko 60–70 %
Matko 70–80 %
Matko 80–90 %

Der Landrat des Landkreises Aue-Schwarzenberg, Karl Matko (CDU), wurde mit 67,9 % der Stimmen im Amt bestätigt. Wahlberechtigt waren 115.222 Bürger.
| Kandidat               | Stimmen (absolut) | Stimmen (%) | Politische Unterstützung |
| ---------------------- | ----------------- | ----------- | ------------------------ |
| Karl Matko             | 38.973            | 67,9        | CDU                      |
| Steffen Herrmann       | 8.566             | 14,9        | PDS                      |
| Michael Roehnert       | 9.829             | 17,1        | SPD                      |
| Wähler/Wahlbeteiligung | 58.863            | 51,1        |                          |
| Gültige Stimmen        | 57.368            | 97,5        |                          |
| Ungültige Stimmen      | 1.495             | 2,5         |                          |

#### Landkreis Chemnitzer Land

Stimmenmehrheit nach Gemeinden im Landkreis Chemnitzer Land
Scheurer 50–60 %
Scheurer 60–70 %
Scheurer 70–80 %

Der Landrat des Landkreises Chemnitzer Land, Christoph Scheurer (CDU), wurde mit 62,6 % der Stimmen im Amt bestätigt. Wahlberechtigt waren 115.742 Bürger.
| Kandidat               | Stimmen (absolut) | Stimmen (%) | Politische Unterstützung |
| ---------------------- | ----------------- | ----------- | ------------------------ |
| Christoph Scheurer     | 36.373            | 62,6        | CDU                      |
| Simone Violka          | 13.832            | 23,8        | SPD                      |
| Jürgen Blume           | 7.871             | 13,6        | PDS                      |
| Wähler/Wahlbeteiligung | 59.764            | 51,6        |                          |
| Gültige Stimmen        | 58.076            | 97,2        |                          |
| Ungültige Stimmen      | 1.688             | 2,8         |                          |

#### Landkreis Freiberg
Zum Nachfolger von Eberhard Löffler (CDU) im Amt des Landrates des Landkreises Freiberg wurde mit 69,7 % der Stimmen Volker Uhlig (Allianz Unabhängiger Wähler) gewählt. Es wurde eine Neuwahl nötig. Wahlberechtigt waren 122.680 bzw. 122.622 Bürger.
| Kandidat               | erster Wahlgang   | erster Wahlgang | Neuwahl           | Neuwahl          | Politische Unterstützung |
| Kandidat               | Stimmen (absolut) | Stimmen (%)     | Stimmen (absolut) | Stimmen (%)      | Politische Unterstützung |
| ---------------------- | ----------------- | --------------- | ----------------- | ---------------- | ------------------------ |
| Hasso Sollmann         | 17.661            | 27,8            | 9.400             | 21,5             | CDU                      |
| Volker Uhlig           | 22.647            | 35,6            | 30.433            | 69,7             | AUW[Anm. 1]              |
| Achim Grunke           | 9.179             | 14,4            | nicht angetreten  | nicht angetreten | PDS                      |
| Jens Härtig            | 7.263             | 11,4            | nicht angetreten  | nicht angetreten | SPD                      |
| Udo Eckert             | 6.838             | 10,8            | 3.843             | 8,8              | F.D.P.                   |
| Wähler/Wahlbeteiligung | 65.913            | 53,7            | 44.283            | 36,1             |                          |
| Gültige Stimmen        | 63.588            | 96,5            | 43.676            | 98,6             |                          |
| Ungültige Stimmen      | 2.325             | 3,5             | 607               | 1,4              |                          |

[Anm. 1.] Uhlig trat 2007 in die CDU ein.

#### Mittlerer Erzgebirgskreis

Stimmenmehrheit nach Gemeinden im Mittleren Erzgebirgskreis
Kohlsdorf 50–60 %
Kohlsdorf 60–70 %
Kohlsdorf 70–80 %
Kohlsdorf 80–90 %

Der Landrat des Mittleren Erzgebirgskreises, Albrecht Kohlsdorf (CDU), wurde mit 72,6 % der Stimmen im Amt bestätigt. Wahlberechtigt waren 76.568 Bürger.
| Kandidat               | Stimmen (absolut) | Stimmen (%) | Politische Unterstützung |
| ---------------------- | ----------------- | ----------- | ------------------------ |
| Albrecht Kohlsdorf     | 28.136            | 72,6        | CDU                      |
| Johann Karl Thun       | 4.671             | 12,1        | PDS                      |
| Lutz Bode              | 5.932             | 15,3        | SPD                      |
| Wähler/Wahlbeteiligung | 39.993            | 52,2        |                          |
| Gültige Stimmen        | 38.739            | 96,9        |                          |
| Ungültige Stimmen      | 1.254             | 3,1         |                          |

#### Landkreis Mittweida

(Relative) Stimmenmehrheit nach Gemeinden im Landkreis Mittweida
Schramm 40–50 %
Schramm 50–60 %
Schramm 60–70 %
Schramm 70–80 %

Der Landrat des Landkreises Mittweida, Andreas Schramm (CDU), wurde mit 61,4 % der Stimmen im Amt bestätigt. Wahlberechtigt waren 112.574 Bürger.
| Kandidat               | Stimmen (absolut) | Stimmen (%) | Politische Unterstützung |
| ---------------------- | ----------------- | ----------- | ------------------------ |
| Andreas Schramm        | 36.571            | 61,4        | CDU                      |
| Jürgen Stäbener        | 11.351            | 19,1        | SPD                      |
| Jens Stahlmann         | 11.603            | 19,5        | PDS                      |
| Wähler/Wahlbeteiligung | 61.427            | 54,6        |                          |
| Gültige Stimmen        | 59.525            | 96,9        |                          |
| Ungültige Stimmen      | 1.902             | 3,1         |                          |

#### Landkreis Stollberg

(Relative) Stimmenmehrheit nach Gemeinden im Landkreis Stollberg
Hertwich 40–50 %
Hertwich 50–60 %
Hertwich 60–70 %
Hertwich 70–80 %

Der Landrat des Landkreises Stollberg, Udo Hertwich (CDU), wurde mit 57,9 % der Stimmen im Amt bestätigt. Wahlberechtigt waren 77.103 Bürger.
| Kandidat               | Stimmen (absolut) | Stimmen (%) | Politische Unterstützung |
| ---------------------- | ----------------- | ----------- | ------------------------ |
| Udo Hertwich           | 19.739            | 57,9        | CDU                      |
| Gisela Schwarz         | 5.018             | 14,7        | SPD                      |
| Thomas Weikert         | 6.059             | 17,8        | PDS                      |
| Rosemarie Rummel       | 3.282             | 9,6         | F.D.P.                   |
| Wähler/Wahlbeteiligung | 35.224            | 45,7        |                          |
| Gültige Stimmen        | 34.098            | 96,8        |                          |
| Ungültige Stimmen      | 1.126             | 3,2         |                          |

#### Landkreis Zwickauer Land

Stimmenmehrheit nach Gemeinden im Landkreis Zwickauer Land
Otto 50–60 %
Otto 60–70 %
Otto 70–80 %
Otto 80–90 %

Der Landrat des Landkreises Zwickauer Land, Christian Otto (CDU), wurde mit 68,2 % der Stimmen im Amt bestätigt. Wahlberechtigt waren 110.769 Bürger.
| Kandidat               | Stimmen (absolut) | Stimmen (%) | Politische Unterstützung |
| ---------------------- | ----------------- | ----------- | ------------------------ |
| Christian Otto         | 32.275            | 68,2        | CDU                      |
| Margit Werner          | 9.018             | 19,1        | PDS                      |
| Martin Böttger         | 6.037             | 12,8        | Grüne; SPD               |
| Wähler/Wahlbeteiligung | 48.572            | 43,8        |                          |
| Gültige Stimmen        | 47.330            | 97,4        |                          |
| Ungültige Stimmen      | 1.242             | 2,6         |                          |

### Regierungsbezirk Dresden

#### Landkreis Bautzen

Stimmenmehrheit nach Gemeinden im Landkreis Bautzen
Harig 50–60 %
Harig 60–70 %
Harig 70–80 %
Harig 80–90 %

Zum Nachfolger Horst Gallert (CDU) im Amt des Landrates des Landkreises Bautzen wurde mit 68,7 % der Stimmen Michael Harig (CDU) gewählt. Wahlberechtigt waren 126.801 Bürger.
| Kandidat               | Stimmen (absolut) | Stimme (%) | Politische Unterstützung |
| ---------------------- | ----------------- | ---------- | ------------------------ |
| Michael Harig          | 47.165            | 68,7       | CDU                      |
| Heiko Kosel            | 11.944            | 17,4       | PDS                      |
| Uwe Nostitz            | 9.540             | 13,9       | SPD                      |
| Wähler/Wahlbeteiligung | 70.805            | 55,8       |                          |
| Gültige Stimmen        | 68.649            | 97,0       |                          |
| Ungültige Stimmen      | 2.156             | 3,0        |                          |

#### Landkreis Löbau-Zittau

(Relative) Stimmenmehrheit nach Gemeinden im Landkreis Löbau-Zittau
Vallentin 40–50 %
Vallentin 50–60 %
Vallentin 60–70 %
Simon 40–50 %

Zum Nachfolger Volker Stanges (CDU) im Amt des Landrates des Landkreises Löbau-Zittau wurde Günter Vallentin (CDU) mit 51,2 % der Stimmen gewählt. Wahlberechtigt waren 125.216 Bürger.
| Kandidat               | Stimmen (absolut) | Stimmen (%) | Politische Unterstützung |
| ---------------------- | ----------------- | ----------- | ------------------------ |
| Günter Vallentin       | 31.781            | 51,2        | CDU                      |
| Bettina Simon          | 16.104            | 26,0        | PDS                      |
| Karl Ilg               | 8.196             | 13,2        | SPD                      |
| Hans-Jürgen Dittmann   | 5.944             | 9,6         | DSU                      |
| Wähler/Wahlbeteiligung | 64.359            | 51,4        |                          |
| Gültige Stimmen        | 62.025            | 96,4        |                          |
| Ungültige Stimmen      | 2.334             | 3,6         |                          |

#### Niederschlesischer Oberlausitzkreis

(Relative) Stimmenmehrheit nach Gemeinden im Niederschlesischen Oberlausitzkreis
Lange 40–50 %
Lange 50–60 %
Lange 60–70 %
Lange 70–80 %
Mattern 40–50 %

Zum Nachfolger Erich Schulzes (CDU) im Amt des Landrates des Niederschlesischen Oberlausitzkreises wurde Bernd Fritz Lange (CDU) mit 56,7 % der Stimmen gewählt. Wahlberechtigt waren 83.898 Bürger.
| Kandidat               | Stimmen (absolut) | Stimmen (%) | Politische Unterstützung |
| ---------------------- | ----------------- | ----------- | ------------------------ |
| Bernd Fritz Lange      | 25.480            | 56,7        | CDU                      |
| Ingrid Mattern         | 13.306            | 29,6        | PDS                      |
| Ralf Brehmer           | 6.181             | 13,7        | SPD                      |
| Wähler/Wahlbeteiligung | 46.288            | 55,2        |                          |
| Gültige Stimmen        | 44.967            | 97,1        |                          |
| Ungültige Stimmen      | 1.321             | 2,9         |                          |

#### Landkreis Riesa-Großenhain

(Relative) Stimmenmehrheit nach Gemeinden im Landkreis Riesa-Großenhain
Kutschke 30–40 %
Kutschke 50–60 %
Kutschke 60–70 %
Kutschke 70–80 %
Kutschke 80–90 %

Diese Wahl fand als einzige am 6. Mai statt. Der Landrat des Landkreises Riesa-Großenhain, Rainer Kutschke (CDU), wurde mit 73,6 % der Stimmen im Amt bestätigt. Wahlberechtigt waren 98.354 Bürger.
| Kandidat               | Stimmen (absolut) | Stimmen (%) | Politische Unterstützung |
| ---------------------- | ----------------- | ----------- | ------------------------ |
| Rainer Kutschke        | 37.121            | 73,6        | CDU                      |
| Bernhard Eichler       | 7.357             | 14,6        | PDS                      |
| Michael Brunner        | 5.984             | 11,9        | SPD                      |
| Wähler/Wahlbeteiligung | 51.746            | 52,6        |                          |
| Gültige Stimmen        | 50.462            | 97,5        |                          |
| Ungültige Stimmen      | 1.284             | 2,5         |                          |

#### Landkreis Sächsische Schweiz

(Relative) Stimmenmehrheit nach Gemeinden im Landkreis Sächsische Schweiz
Geisler 40–50 %
Geisler 50–60 %
Geisler 60–70 %

Der Landrat des Landkreises Sächsische Schweiz, Michael Geisler (CDU), wurde mit 54,3 % der Stimmen im Amt bestätigt. Wahlberechtigt waren 119.793 Bürger.
| Kandidat               | Stimmen (absolut) | Stimmen (%) | Politische Unterstützung |
| ---------------------- | ----------------- | ----------- | ------------------------ |
| Michael Geisler        | 35.492            | 54,3        | CDU                      |
| André Hahn             | 16.563            | 25,3        | PDS                      |
| Hans Hüsken            | 6.780             | 10,4        | SPD                      |
| Nicola-Sybill Huber    | 3.868             | 5,9         | FW                       |
| Andreas Storr          | 2.681             | 4,1         | NPD                      |
| Wähler/Wahlbeteiligung | 67.103            | 56,0        |                          |
| Gültige Stimmen        | 65.389            | 97,4        |                          |
| Ungültige Stimmen      | 1.714             | 2,6         |                          |

#### Weißeritzkreis

(Relative) Stimmenmehrheit nach Gemeinden im Weißeritzkreis
Greif 50–60 %
Greif 60–70 %
Greif 70–80 %
Greif 80–90 %

Der Landrat des Weißeritzkreises, Bernd Greif (CDU), wurde mit 64,0 % der Stimmen im Amt bestätigt. Wahlberechtigt waren 100.675 Bürger.
| Kandidat               | Stimmen (absolut) | Stimmen (%) | Politische Unterstützung |
| ---------------------- | ----------------- | ----------- | ------------------------ |
| Bernd Greif            | 31.284            | 64,0        | CDU                      |
| Falk Neubert           | 7.768             | 15,9        | PDS                      |
| Rainer Maus            | 7.526             | 15,4        | SPD                      |
| Ralf Donner            | 2.291             | 4,7         | Grüne                    |
| Wähler/Wahlbeteiligung | 50.337            | 50,0        |                          |
| Gültige Stimmen        | 48.869            | 97,1        |                          |
| Ungültige Stimmen      | 1.468             | 2,9         |                          |

### Regierungsbezirk Leipzig

#### Landkreis Delitzsch

(Relative) Stimmenmehrheit nach Gemeinden im Landkreis Delitzsch
Czupalla 50–60 %
Czupalla 60–70 %

Der Landrat des Landkreises Delitzsch, Michael Czupalla (CDU), wurde mit 56,9 % der Stimmen im Amt bestätigt. Wahlberechtigt waren 102.271 Bürger.
| Kandidat                | Stimmen (absolut) | Stimmen (%) | Politische Unterstützung |
| ----------------------- | ----------------- | ----------- | ------------------------ |
| Michael Czupalla        | 29.497            | 56,9        | CDU                      |
| Gerd Raschpichler       | 12.145            | 23,4        | SPD                      |
| Bernd-Michael Friedrich | 10.197            | 19,7        | PDS                      |
| Wähler/Wahlbeteiligung  | 53.088            | 51,9        |                          |
| Gültige Stimmen         | 51.839            | 97,6        |                          |
| Ungültige Stimmen       | 1.249             | 2,4         |                          |

#### Landkreis Döbeln

Stimmenmehrheit nach Gemeinden im Landkreis Döbeln
Graetz 60–70 %
Graetz 70–80 %

Der Landrat des Landkreises Döbeln, Manfred Graetz (CDU), wurde mit 65,6 % der Stimmen im Amt bestätigt. Wahlberechtigt waren 63.321 Bürger.
| Kandidat               | Stimmen (absolut) | Stimmen (%) | Politische Unterstützung |
| ---------------------- | ----------------- | ----------- | ------------------------ |
| Manfred Graetz         | 21.178            | 65,6        | CDU                      |
| Sibylle Bunse          | 5.970             | 18,5        | SPD                      |
| Heiko Hilker           | 5.150             | 15,9        | PDS                      |
| Wähler/Wahlbeteiligung | 33.087            | 52,3        |                          |
| Gültige Stimmen        | 32.298            | 97,6        |                          |
| Ungültige Stimmen      | 789               | 2,4         |                          |

#### Landkreis Leipziger Land
Zum Nachfolger Werner Diecks (CDU) im Amt des Landrates des Landkreis Leipziger Land wurde mit 72,7 % der Stimmen Petra Köpping (SPD) gewählt. Es wurde eine Neuwahl nötig. Wahlberechtigt waren 124.656 bzw. 125.044 Bürger.
| Kandidat               | erster Wahlgang   | erster Wahlgang  | Neuwahl           | Neuwahl          | Politische Unterstützung |
| Kandidat               | Stimmen (absolut) | Stimmen (%)      | Stimmen (absolut) | Stimmen (%)      | Politische Unterstützung |
| ---------------------- | ----------------- | ---------------- | ----------------- | ---------------- | ------------------------ |
| Rolf Galisch           | 24.360            | 37,9             | nicht angetreten  | nicht angetreten | CDU                      |
| Petra Köpping          | 29.360            | 46,0             | 27.836            | 72,7             | SPD                      |
| Rosemarie Jahn         | 8.925             | 13,9             | nicht angetreten  | nicht angetreten | PDS                      |
| Petra Guse             | 1.394             | 2,2              | 1.092             | 2,9              | DSU                      |
| Werner Dieck           | nicht angetreten  | nicht angetreten | 9.369             | 24,5             | Einzelbewerber Dieck     |
| Wähler/Wahlbeteiligung | 66.325            | 53,2             | 38.952            | 31,2             |                          |
| Gültige Stimmen        | 64.238            | 96,9             | 38.297            | 98,3             |                          |
| Ungültige Stimmen      | 2.087             | 3,1              | 655               | 1,7              |                          |

#### Muldentalkreis

Stimmenmehrheit nach Gemeinden im Muldentalkreis
Gey 50–60 %
Gey 60–70 %
Gey 70–80 %

Der Landrat des Muldentalkreises, Gerhard Gey (CDU) wurde mit 69,1 % der Stimmen im Amt bestätigt. Wahlberechtigt waren 109.801 Bürger.
| Kandidat               | Stimmen (absolut) | Stimmen (%) | Politische Unterstützung |
| ---------------------- | ----------------- | ----------- | ------------------------ |
| Gerhard Gey            | 38.131            | 69,1        | CDU                      |
| Karl-Heinz Ligotzki    | 7.813             | 14,2        | SPD                      |
| Monika Runge           | 8.034             | 14,6        | PDS                      |
| Manfred Neustadt       | 1.185             | 2,1         | DSU                      |
| Wähler/Wahlbeteiligung | 56.290            | 51,3        |                          |
| Gültige Stimmen        | 55.163            | 98,0        |                          |
| Ungültige Stimmen      | 1.127             | 2,0         |                          |

#### Landkreis Torgau-Oschatz

(Relative) Stimmenmehrheit nach Gemeinden im Landkreis Torgau-Oschatz
Schöpp 40–50 %
Schöpp 70–80 %
Schöpp 80–90 %
Hoffmann 30–40 %
Hoffmann 40–50 %
Hoffmann 50–60 %

Der Landrat des Landkreises Torgau-Oschatz, Robert Schöpp, wurde mit 50,7 % der Stimmen im Amt bestätigt. Wahlberechtigt waren 81.738 Bürger.
| Kandidat               | Stimmen (absolut) | Stimmen (%) | Politische Unterstützung |
| ---------------------- | ----------------- | ----------- | ------------------------ |
| Robert Schöpp          | 21.887            | 50,7        | Einzelbewerber Schöpp    |
| Uwe Hoffmann           | 11.067            | 25,6        | CDU                      |
| Ferdinand Schwarz      | 4.785             | 11,1        | SPD                      |
| René Fröhlich          | 5.444             | 12,6        | PDS                      |
| Wähler/Wahlbeteiligung | 44.274            | 54,2        |                          |
| Gültige Stimmen        | 43.183            | 97,5        |                          |
| Ungültige Stimmen      | 1.091             | 2,5         |                          |

Robert Schöpp trat zur vergangenen Wahl für die CDU an. 2001 trat Schöpp, wie oben beschrieben, gegen einen CDU-Bewerber als Einzelbewerber an.

## Einzelnachweis
1. 1 2 3 4 5 6 7 8 9 10 11 12 13 14 15 16 17 18 19  Kommunalwahlen 2001. Abgerufen am 31. August 2022.